# P. Q. Phan
P. Q. Phan, vietnamesisch Phan Quang Phục (geboren 1962 in Đà Nẵng, Vietnam) ist ein in den USA lebender vietnamesischer Komponist.

## Leben
Phan studierte zunächst Architektur. Währenddessen erlernte er seit 1976 im Selbstunterricht Klavierspiel, Komposition und Orchestration. 1982 immigrierte er in die Vereinigten Staaten von Amerika und begann ein Musikstudium, das er 1987 mit dem Bachelor of Music der University of Southern California, 1989 mit dem Master of Music und 1993 mit dem Doctor of Musical Arts in Komposition der University of Michigan abschloss. An der University of Michigan erhielt er zudem 1993 einen Master-Abschluss in Musikethnologie.
Er lehrte an der University of Illinois in Urbana Champaign und an der Cleveland State University. Gegenwärtig (Stand 2017) ist er Associate Professor für Komposition an der Jacobs School of Music der Indiana University Bloomington.
1997/98 erhielt Phan den Prix de Rome. Während seines damit verbundenen Aufenthalts an der Akademie vollendete er seine vom Kronos Quartet in Auftrag gegebene 70-minütige „Instrumentaloper“ für Streichquartett An Duong Vuong: Submersion in Trust and Betrayal.

## Werke
Phan komponierte mehr als 100 Werke, darunter zwei große Opern, ein Requiem, Orchesterwerke und Kammermusik.
Opern
- 2007: Lorenzo de’ Medici, Oper in zwei Akten
- 2014: The Tale of Lady Thị Kính, Oper in drei Akten

Vokalwerke
- 1987: Three Songs für Sopran und Klavier
- 1995: Solemn Waves für Sopran und Orgel
- 2004: Spring Confession für Mezzosopran und Klavier nach Gedichten der vietnamesischen Dichterin Hồ Xuân Hương
- 2008: Songs of Solitude für Mezzosopran und Kammerorchester
- 2015: A Vietnamese Requiem

Großes Orchester
- 1988: Freedom Seekers
- 1991: Immortal Fragments
- 1991: Memory of a late Afternoon
- 1992: Son Tinh and Thuy Tinh, Sinfonie
- 2000: When the Worlds Mixed and Times Merged

Kleines Orchester
- 1989: Inner Voices für Bläser-Sextett und kleines Orchester
- 1999: La vita del necropoli

Kammerorchester
- 1991: Home Cookin’ für Flöte, Oboe, Klarinette, Fagott, Horn, Trompete, zwei Schlagzeuger und Streichquartett
- 1996: It All Began With a Shot of B52 für Kammerorchester
- 2000: AC/DC für Flöte, Oboe, Klarinette, Fagott, Horn, Trompete, Fagott, Schlagzeug, Klavier und Streichquintett
- 2003: From Perseus Cluster für Flöte, Klarinette, Oboe, Fagott, Horn, Trompete, Fagott, Schlagzeug, Klavier und Streichquintett
- 2004: Kaleidosonicon für Flöte, Klarinette, Glockenspiel, konzertierendes Klavier, Violine, Viola, Violoncello

Band und Bläserensemble
- 1990: Festivities
- 1998: Memory of a late Afternoon
- 2005: Race of Gods für Bläserensemble (nach der Originalfassung für Orchester)

Konzerte
- 1985: Solo HoTuNo für Gitarre und Orchester
- 1985: Solo HoTuNo für Violine und neun Instrumente
- 1987: Fantasia für Altsaxophon und Orchester
- 1992: Double Concerto für Altsaxophon, Trompete und Bläser-Band
- 1992: Solitary Reminiscence für Solo-Gitarre und Kammerorchester
- 1994: Percussion Concerto für Solo-Schlagzeug, Klavier, Violine, Flöte, Oboe, Klarinette und Violoncello
- 2001: Concertino für Horn und gemischtes Ensemble (Flöte, Klarinette, Fagott, Harfe, Violine, Viola und Violoncello)
- 2004: Kaleidosonicon für Flöte, Klarinette, Glockenspiel, konzertierendes Klavier, Violine, Viola und Violoncello

Kammermusik
- 1989: Autumn für Carillon
- 1989: Kiteflute für Solo-Flöte und zwei Klaviere
- 1989: Seagulls für Saxophon-Quartett
- 1992: Friday Evening at the Piano für Solo-Klavier
- 1992: The Song of Princess My Nuong für Flöte, Altflöte und Harfe
- 1993: Banana Trumpet Games für Solo-Orgel
- 1993: Rough Trax für Oboe und Altsaxophon (überarbeitet 1998)
- 1994: Ha Noi Taxis für Solo-Orgel
- 1994: My Language für Altsaxophon und Klavier
- 1994: Rock Blood für Schlagzeug-Quartett
- 1994: Shining Through für Flöte/Piccolo, Oboe, Trompete und Orgel
- 1994: from me with lust für Solo-Harfe
- 1995: Beyond the Mountains für Klarinette, Violine, Violoncello und Klavier
- 1997: Unexpected Desire für Violine, Violoncello und Klavier
- 1997: When Soldiers Dance für Solo-Bassposaune und Posaunen-Oktett
- 1998: My Language, Fassung für B-Klarinette und Klavier
- 2000: It Eats You Alive für Altsaxophon, Fagott und Klavier
- 2002: Movement für Flöte, Klarinette, Harfe, Violine und Violoncello
- 2005: Sonorous Ray für Klarinette, Violine und Klavier

Streichquartett
- 1995: Memoirs of a Lost Soul für Streichquartett allein
- 1995: Memoirs of a Lost Soul für Streichquartett und traditionelle vietnamesische Instrumente
- 1996: Len dong [Raising Shadow] für Streichquartett
- 1998: An Duong Vuong: Submersion in Trust and Betrayal, Oper für Streichquartett

Saxophon
- 1987: Fantasia für Altsaxophon und Orchester
- 1989: Seagulls für Saxophon-Quartett
- 1988: My Language für Saxophon

Gitarre
- 1995: Solo HoTuNo für Gitarre und Orchester
- 1991: Nights of Memory für Gitarre
- 1992: Solitary Reminiscence für Solo-Gitarre und Kammerorchester